# Rödbukig bergtangara
Rödbukig bergtangara (Anisognathus igniventris) är en fågel i familjen tangaror inom ordningen tättingar.

## Utseende och läte
Rödbukig bergtangara är en omisskännlig tangara. Fjäderdräkten är mestadels svart, med lysande rött på buken, en röd öronfläck och blått på övergump och skuldrorna. Ungfåglar är mattare orangefärgad istället för rött. Sången är märklig, en varierad blandning av gnissliga och klingande ljud.

## Utbredning och systematik
Rödbukig bergtangara förekommer i Anderna och delas in i fyra underarter med följande utbredning:
- lunulatus-gruppen
  - Anisognathus igniventris lunulatus – norra och centrala Colombia och västra Venezuela (Táchira)
  - Anisognathus igniventris erythronotus – centrala Anderna i södra Colombia och Ecuador
  - Anisognathus igniventris ignicrissa – Peru (Cajamarca och Amazonas till Junín)
- Anisognathus igniventris igniventris – sydöstra Peru (Cusco) till nordvästra Bolivia

Sedan 2016 urskiljer Birdlife International och naturvårdsunionen IUCN alla underarter utom igniventris till den egna arten Anisognathus lunulatus. 

## Levnadssätt
Rödbukig bergtangara är en vanlig fågel i bergskogar och skogsbryn på mellan 2600 och 3600 meters höjd. Den ses i par eller småflockar på alla nivåer, ofta i artblandade flockar.

## Status
IUCN hotkategoriserar de båda underartsgrupperna (eller arterna) var för sig, båda som livskraftiga.